# .260 Remington

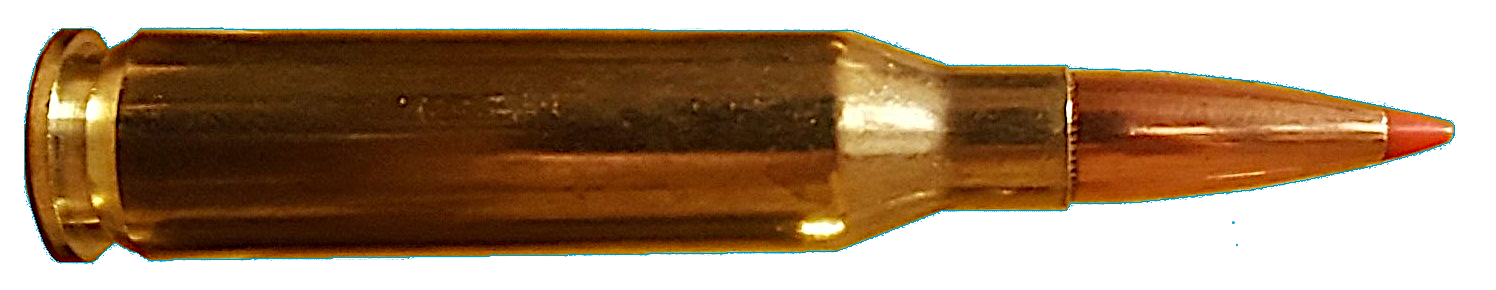
O cartucho .260 Remington.

O .260 Remington (também conhecido como 6,5-08 A-Square) é um cartucho de fogo central para rifle no calibre 6,7 mm (0,264 pol.) introduzido pela Remington Arms em 1997. Muitos cartuchos wildcat baseados no estojo do .308 Winchester já existiam há anos antes da Remington padronizar este cartucho.

## Características
Como as balas de 6,5 mm (0,264") têm coeficientes balísticos relativamente altos, o .260 Remington teve sucesso em competições de rifle, incluindo o "benchrest", silhueta metálica e de longo alcance. Ele é capaz de duplicar a trajetória do .300 Winchester Magnum, gerando recuo significativamente mais baixo. Além disso, converter um rifle com câmara para o .308 Winchester (ou qualquer um de seus descendentes, como o .243 Winchester, 7mm-08 Remington, .358 Winchester ou .338 Federal) para o .260 Remington geralmente requer pouco mais do que uma simples troca de cano.
Em termos de caça, o .260 Remington é considerado eficaz em antílopes, ovelhas, cabras ou caribus, já que seu desempenho é semelhante ao do 6,5×55mm, que é amplamente utilizado em alces na Suécia e na Finlândia.

## Dimensões

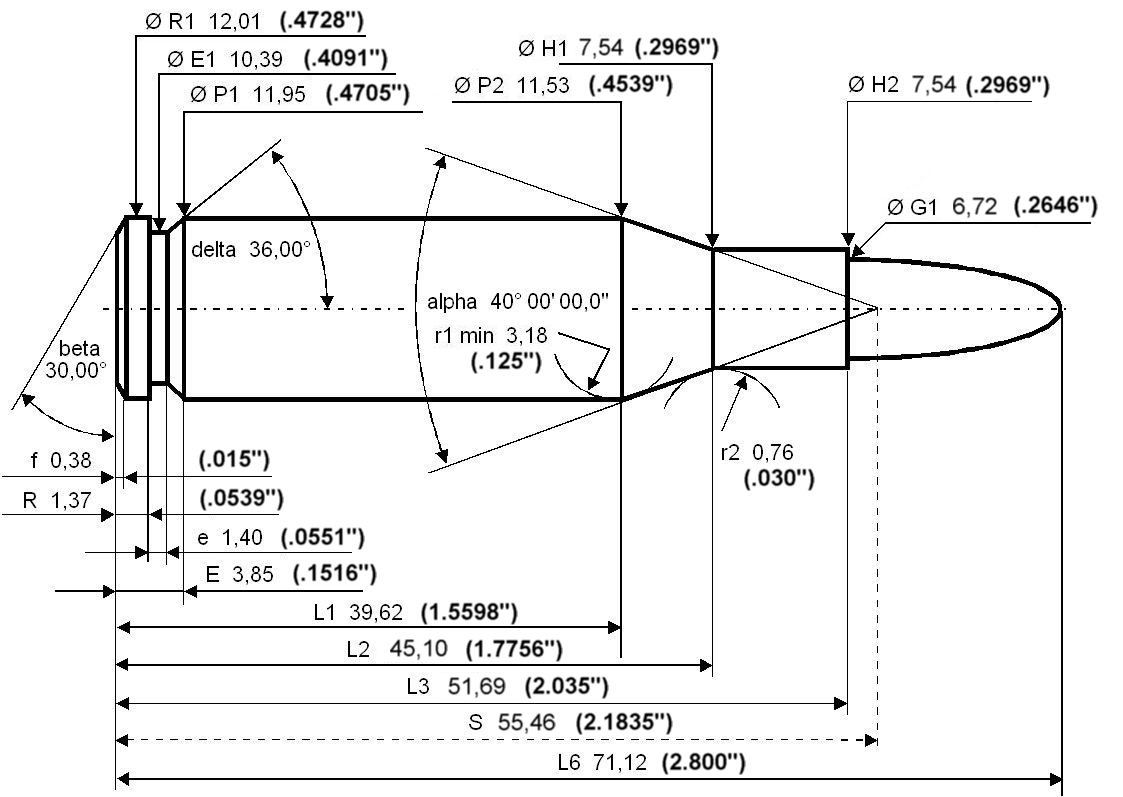